# 戴僖
戴僖（1432年—？），字大節，江西吉安府永新縣人，明朝政治人物。進士出身。

## 生平
江西鄉試第三十八名。成化二年（1466年）參加丙戌科會試第一百三十八名，殿試登進士第二甲第五十六名。歷官福建汀州府知府。

## 家族
曾祖父为戴經拳、祖父为戴文衍、父亲为戴篤祜。